# Russelliet
Het mineraal russelliet is een bismut-wolfraam-oxide, met de chemische formule Bi2WO6.

## Naamgeving en ontdekking
Russelliet werd genoemd naar de Britse mineraloog Sir Arthur Russell (1878-1964). Het werd in 1938 ontdekt in St. Columb Major in Cornwall (Engeland), in een stuk wolframiet.

## Eigenschappen
Het gele tot geelgroene russelliet heeft een orthorombisch kristalstelsel. De kristallen zijn meestal granulair. De hardheid is 3,5 op de schaal van Mohs en de relatieve dichtheid bedraagt ongeveer 7,35 g/cm³. Het vertoont een sterke dispersie.
Russelliet is noch magnetisch, noch radioactief.

## Voorkomen
Russelliet wordt gevonden op een aantal plaatsen in de wereld:
- in Cornwall en in het graafschap Cumberland
- in Duitsland in Baden-Württemberg (Oberwolfach) en in Saksen (Altenberg)
- in Namibië (Omaruru)
- in Australië (Ballarat en Elsmore)